# 関税
関税（かんぜい、英: tariff）とは、広義には国境または国内の特定の地域を通過する物品に対して課される税。狭義には国境関税（外部関税）のみを指す。
国内関税がほとんどの国で廃止されている現代社会では、国内産業の保護を目的として又は財政上の理由から輸入貨物に対して課される国境関税を意味することが多い。国境関税は間接消費税に分類され、「間接輸入税」と書かれる場合もある。
関税を納める義務がある者（納税義務者）は、関税関係法令に別段の規定がある場合を除いて「貨物を輸入する者」であると規定されており、「関税コスト」として消費者の購入価格へと転嫁される。

## 輸出関税
通常、関税は輸入品のみに対して課せられるが、輸出品に対しても関税を課することもある。
輸出品に対する課税の目的は、一層の収入増大を図る目的、国内への供給を優先する目的、原料品へ課税により国内での加工業を振興する目的がある。特に希土類などの鉱産物で、埋蔵量が特定の国に偏在し、産業に不可欠なものへの輸出関税賦課は、国内経済への悪影響をあまり伴わずに国庫収入を増やす手段となる。この場合でも鉱石のみ課税して国内での精製を振興することがある。国内への供給を優先する目的の課税の例として、インドが2023年8月から導入した玉ねぎに対する40％の輸出関税がある。
日本でも幕末の日蘭通商条約などで輸出関税が設けられた。

## 関税の機能
関税の機能は大別すると以下の通りになる。

### 国家収入の確保
経済の発展段階が低い開発途上国・後発開発途上国（LDC）においては、国家財政を確保する手段として重要な収入源になっている場合がある。
先進国においては通常、関税収入の国家収入に占める比率は低く、5%以下である。日本では、2%を割り込んでいる。発展途上国では、関税の収入が国家全体の収入の50%を超えている国が多い。しかし、国家間の自由貿易協定や経済連携協定の締結により、関税が廃止される品目が増えている。

### 国内産業および市場の保護および振興・育成
国内企業の保護・振興や、海外から国内投資誘致のために特定の品目に関する関税率を（高く）設定する場合がある。
国内企業および市場の保護および振興策としての側面
国内において、国策上保護や振興を要する、国際競争力の低い産業、または衰退しつつある産業等が存在する場合、海外からの輸入品に対し、高関税を課することにより、その海外製品の国内市場での売れ行きを低下させ、ひいては上記の国内産業の存続を図る。また、徴収した関税額を以って、当該産業を振興させるための資金として配分することもある。このような目的のために高関税を設定する場合がある（例えば、日本のこんにゃくや、米の関税水準は、ほとんど禁止的な水準である。）。
国外からの国内投資誘致の促進策としての側面
国外から特定の産業の誘致を狙う方法として、当該特定産業に係る輸入品に高関税を課税する、という政策を取る場合がある。当該特定産業に係る物品の、国内市場への浸透を困難にする事で、国内において工場を建設させ、更には必要な部品・工具・設備等を一定の割合でその国内で調達（ローカルコンテント）・製造・市場流通させるように仕向ける、というのがその狙いである。国内市場の振興策にもなる上、雇用促進の効果もまた大きい。
ローカルコンテントを課す場合においては先述の国内産業および市場振興策としての側面を持ち合わせているとも言える。この場合は、国内において国外から多額の投資を行なうに値するだけの魅力的な市場が存在し、低廉もしくはある程度質の高い労働力が確保出来ることが条件となる。

## 関税に関する政策
- 特恵関税
  - 特定の地域、国からの輸入品に一般税率よりも低い税率の関税のこと。
  - 既存特恵関税制度
    - 重商主義時代と1930年代に本国と植民地間でおこなわれた、特定の国の間での有利な関税。

  - 一般特恵関税
    - 先進国が発展途上国の輸出を促進するために、途上国からの輸入品に対する低い関税。関税暫定措置法第8条の2に規定。
    - 1970年に国際連合貿易開発会議(UNCTAD)において先進国と途上国の間で合意が成立した。
- 保税地域
  - 貨物を輸入手続き（通関）未済のまま（外国貨物のまま）蔵置し適切かつ効率的に通関をおこなうための場所。または外国貨物のまま、関税の納付を行わないままで蔵置・加工・製造、展示等をすることができるとして財務大臣が指定（指定保税地域）または各税関長が許可した特定の場所（総合保税地域、保税蔵置場、保税工場、保税展示場）。また、輸出される貨物については、2011年の関税改正[10]までは、申告前に保税地域に搬入する必要があったが、「貿易円滑化のための税関手続の改善[11]」として改正され、申告時点では保税地域に搬入されていなくてもよくなった。輸出の許可を得ると外国貨物になり、保税地域以外には置けないため許可になるまでに搬入する必要はある。

## 経済的分析

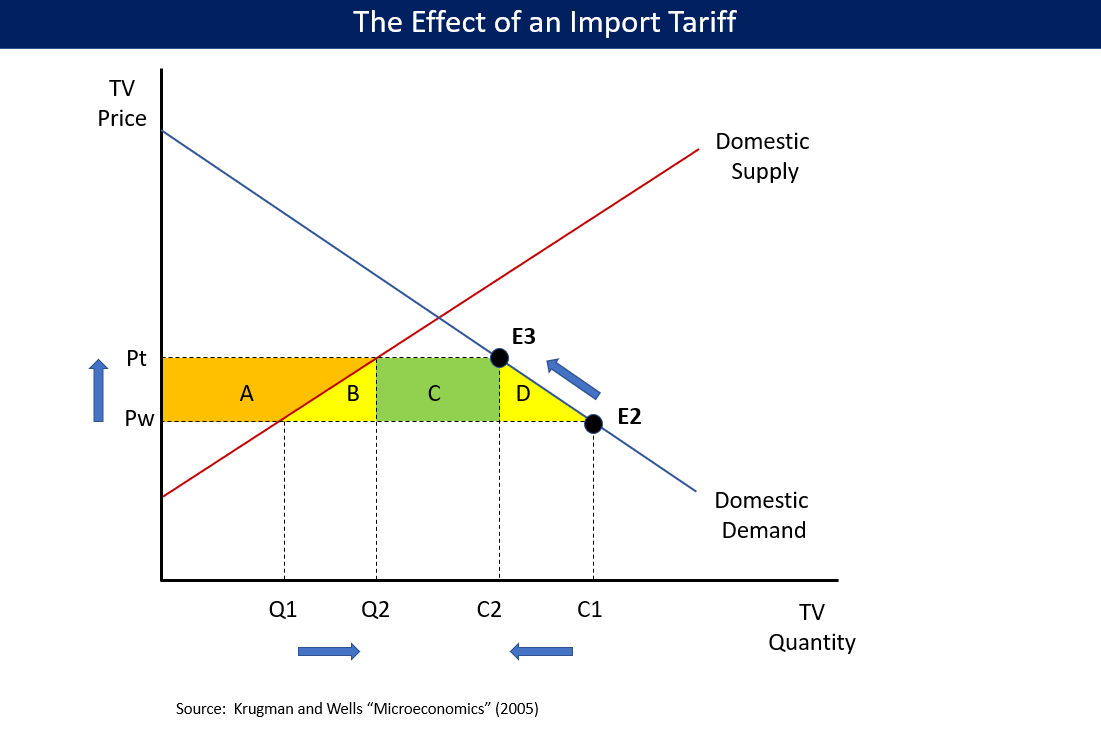
助けられる国内生産者よりも国内消費者を害する、輸入関税の効果を図は示す。高い商品価格と低い取引数量が、A の分の生産者余剰ならびにC の分の政府歳入を拡大するのにたいし、領域A + B + C + D の分は消費者余剰を引き下げる。領域B ならびにD は、消費ならびに全般による余剰の損失である死重損失である。

新古典派経済学の理論家たちは自由貿易にたいする歪みとして関税をみなす傾向がある。関税は消費者の支出において国内生産ならびに政府の利益になる傾向があり、そして輸入国においては関税の正味の厚生効果には否定的であることを、典型的な分析は見出す。規範的な判断はしばしばこれらの知見に従う。すなわちそれは世界市場から人為的に遮断された産業にたいする国にとっての不利益になるかもしれず、また経済的崩壊が生ずるのを許すにはもしかすると良いかもしれない。すべての関税にたいする抵抗は、関税の減税と、そして関税適用時に異なった国々の間を差別することから国を守ることを、目的とする。右図は国内商品において関税を課することの費用と利益を示す。
次の図で示された、テレビ受像機についての仮想的な国内市場における、輸入関税の課税は次の効果を有する：
- 世界での価格Pw から課税価格Pt へと価格は上昇する。
- 高い価格に従う、需要曲線における移動での、国内消費者による需要数量はC1 からC2 へと下落する。
- 高い価格につれての需要曲線での移動の、Q1 からQ2 へと国内供給者は供給しようとする。従って、輸入数量はC1 - Q1 からC2 - Q2 へと下落する。
- 国内消費者が高い価格と少ない数量のもとになるにつれ、（需要曲線の下であるが、価格曲線の上の範囲の）消費者余剰はA + B + C + D の分だけ減少する。
- 国際競争から切り離された国内生産者がより高価格で生産物を売ることができるようになるにつれ、（供給曲線の上であるが、価格曲線の下の範囲の）生産者余剰はA の分だけ増加する。
- 政府税収はC の範囲で示される、輸入数量( C2 - Q2 )倍の税価格( Pw - Pt ) である。
- もはやすべての部分にたいして損失となるところの消費者によってまさに捉えられる余剰の、B とD の範囲は死重損失である。

厚生における全体にわたる変化 = 消費者余剰での変化 + 生産者余剰での変化 + 政府税収での変化 = ( - A - B - C - D ) + A + C = - B - D 。

関税が課せられた後の、消費者余剰、生産者余剰、政府税収、ならびに死重損失。

最初の図でのB とD に対応する、社会的損失（英: societal loss）と名付けられた範囲によって全体の厚生が減少する、関税を課した後の最後の状態は二番目の図で示される。国内消費者に対する損失は、国内生産者ならびに政府に対する利益よりも大きくなる。
なお、以上の分析は部分均衡分析であるが、一般均衡分析により、関税を課した財の生産に関わる厚生は、それ以外のものからの所得の再分配が生ずることが示される。
関税が全体の厚生を減少させることは、経済学者らの間で論争を引き起こす論点ではない。たとえば、シカゴ大学は Imposing new U.S. tariff on steel and aluminum will improve American's welfare（日本語訳：鉄鋼とアルミニウムにおけるアメリカ合衆国の関税を課することはアメリカの厚生を改善する）かどうか尋ねる調査を2018年３月に40人の主導的な経済学者に対して行った。三分の一が合意しなかったのにたいし、三分の二がこの文言に強く合意しなかった、合意または強く合意した者はいなかった。この関税は多数の歳出において少数のアメリカ人の助けになるだろうと多数の者がコメントした。死重損失の結果による、国内生産者ならびに政府よりも重く国内消費者を損失させることである、上記の説明とこれは合致する。

### 最適関税
経済的効率性において、自由貿易を追求することは最善の策 であるが、関税を課すことは次善の策である。
関税賦課国の厚生が最大になる関税は最適関税（英: optimum tariff）と呼ばれる。一般には、それは自国の貿易無差別曲線と、貿易相手国のオッファー曲線との接点で示される税（率）である。この場合、貿易相手国の厚生が同時に悪化する。したがってこの場合の政策は近隣窮乏化型の政策である。もし、相手国のオッファー曲線が原点を通る直線の場合、すなわち自国が小国の仮定を満たしている場合はいかなる関税も自国の厚生を悪化させる。
極めて限られた状況の中で、政治的な政策選択において関税を課すことがありうるし、理論的に最適な関税水準を考えることは無意味ではない。複数の国々が互いに関税報復を行った結果、最終的に、二者の間で自己の財を交換するときに、相互の満足を極大にするような交換量の組み合わせを示すものである、契約曲線上にあることを示す状態に至る可能性が最も高くなる。

### 様々な理論的結果
関税の経済効果について、ラーナーの対称性定理、ラーナーの逆説、メッツラーの逆説など、様々な定理、逆説がある。

## 日本の関税
江戸末期の日本の輸入関税率は20%で、江戸幕府の歳入における関税割合は22.8%であったが、開国を求める諸外国の圧力により、1866年（慶応2年）に改税約書が締結され一律5%に引き下げられた。
経済産業省が毎年公表している不公正貿易報告書の第Ⅱ部 WTO協定と主要ケース第5章 関税では、単純平均譲許税率で日本は、非農産品で2.5%であり、米国の3.2%やEUの3.9%を下回っているが香港は0.0%である。また全品目の単純平均譲許税率では、日本4.5%、米国3.4%、EU5.0%である。また単純平均実行税率でみると非農産品で、日本2.5%、米国3.1%、EU4.1%、カナダ2.1%、香港0.0%、シンガポール0.0%であり、全品目の単純平均実行税率では、日本4.0%、米国3.4%、EU5.1%、カナダ4.0%、香港0.0%、シンガポール0.0%とのデータをあげている。
2025年4月2日、アメリカのドナルド・トランプ政権は、日本はアメリカの企業や製品が市場参入するのを妨げていると主張し、日本のコメ関税は「700%」だと発言している。実際の日本のコメの関税率は、ミニマム・アクセス枠を除いて民間商社などの仕入れ価格を基にすると足元で200%ほどになるとみられている。日本の経済産業省の報告書（2024年版）によると、平均の関税率は日本が3.9%で3.3%のアメリカと大差はない。

### 関税に関する法律
日本の関税について規定した主な法律は次の通り。
- 関税法（昭和29年法律第61号）
- 関税定率法（明治43年法律第54号）
- 関税暫定措置法（昭和35年法律第36号）

### 関税表の分類
下記リストの後者ほど優先される
- 基本税率 - 関税定率法で定められた基本税率
- 暫定税率 - 関税暫定措置法で定められた暫定税率
- WTO協定税率 - WTO協定による上限税率(bound tariff)
- 一般特恵税率(GSP) - 開発途上国に経済援助目的で設定された税率[24][25]
- 特別特恵税率(LDC) - 開発途上国のうち、後発開発途上国(LDC)からの輸入に関して、ほぼ全ての品目に対して無税を適用
- EPA税率 - 経済連携協定（EPA）、自由貿易協定（FTA）を締結した国家間に適用される特別税率[25]

### 税収の推移
財務省の統計を参照（単位:100万円。単位未満切捨て）。決算ベース。平成18年度以前は、原油及び石油製品の関税収入は、石油及びエネルギー需給構造高度化対策特別会計（現 エネルギー対策特別会計）石炭勘定へ直接繰り入れとなっていた。下記の数値では、一般会計分とは別に記載している。
- 令和 5年度   910,301
- 令和 4年度 1,008,414
- 令和 3年度   893,416
- 令和 2年度   819,469
- 令和元年度   941,216
- 平成30年度 1,071,123
- 平成29年度 1,024,089
- 平成28年度   939,010
- 平成27年度 1,048,742
- 平成26年度 1,073,104
- 平成25年度 1,034,379
- 平成24年度   897,230
- 平成23年度   874,227
- 平成22年度   785,881
- 平成21年度   731,880
- 平成20年度   883,109
- 平成19年度   940,991
- 平成18年度   944,021 原油等関税  3,314
- 平成17年度   885,669 原油等関税 44,629
- 平成16年度   817,659 原油等関税 44,177
- 平成15年度   802,860 原油等関税 42,140
- 平成14年度   793,642 原油等関税 41,470
- 平成13年度   851,838 原油等関税 49,740
- 平成12年度   821,451 原油等関税 54,957
- 平成11年度   810,150 原油等関税 53,561
- 平成10年度   868,688 原油等関税 51,818
- 平成 9年度   952,920 原油等関税 58,820

## EUの関税

### 関税法典
欧州共同体（EU）では欧州共同体関税法典（CCC：Community Customs Code）が定められており、度重なる改正が行われた。欧州連合（EU）では欧州共同体関税法典とその度重なる改正をもとに欧州連合関税法典（UCC：Union Customs Code）を制定している。

### 通関手続
欧州連合関税法典（UCC）は2020年末までに完全な電子通関システムへの移行を予定していたが、域内でのシステム導入遅延のため、完全移行は2025年末まで延期された。

### 減免・還付制度
欧州連合関税法典（UCC）は、すでに支払われた輸入・輸出関税額の払い戻しを意味する還付（repayment）や、いまだ納付されていない輸入・輸出関税の納税義務の免除を意味する減免（remission）、これらの管轄税関に対する申請手続き、税関当局による決定、欧州委員会への通知等について規定している。

## アメリカの関税

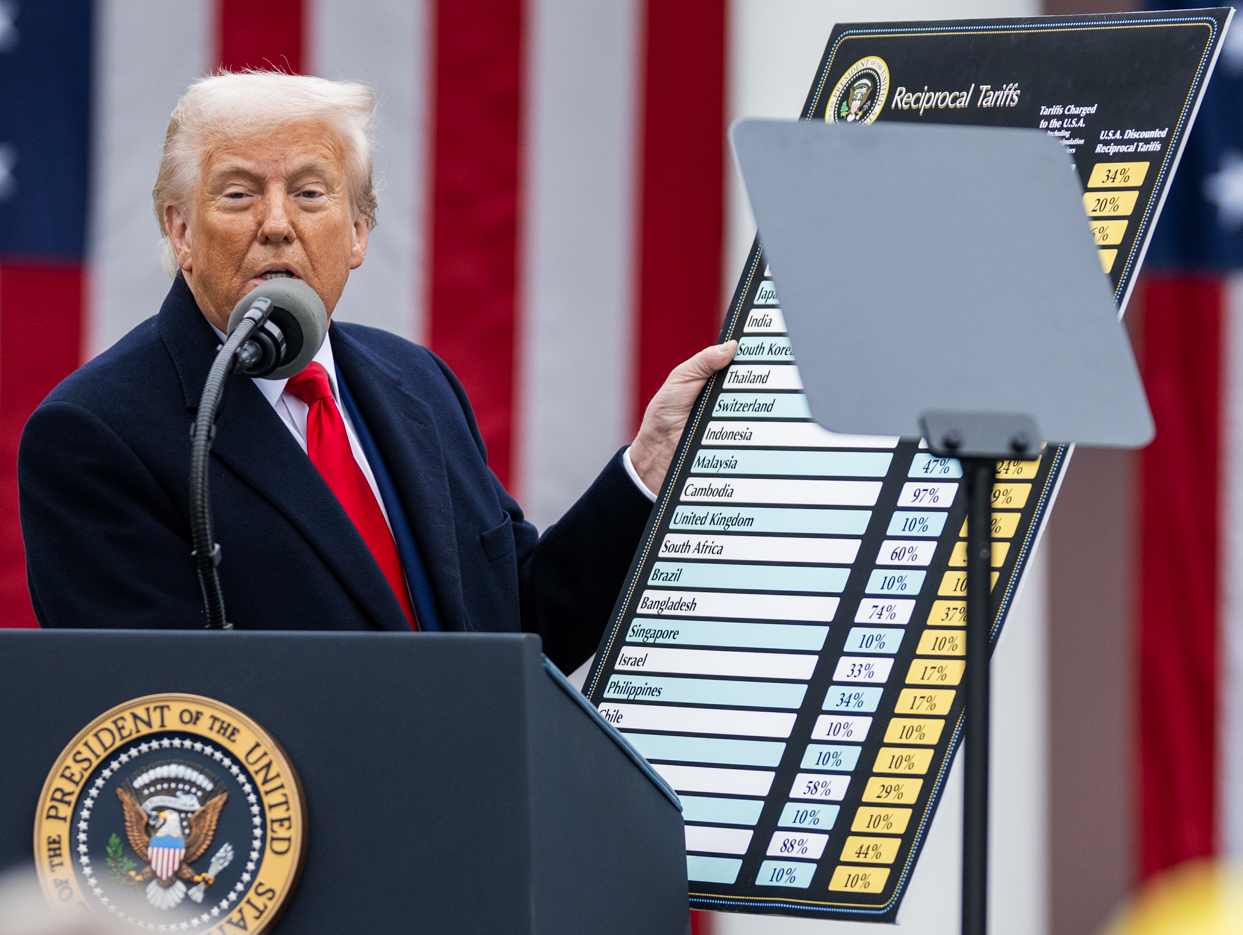
ドナルド・トランプ、新たな関税を発表、2025年4月2日

アメリカが課す関税は原則として輸入時に国内の企業が負担する仕組みで、中間流通などでコストを負担できなければ、最終的には消費者価格に転嫁されることになる。利益減少を避けるため、企業は値上げし、コストの一部を消費者に転嫁する選択をすることが多いとされている。結局コストの大半を背負うのは消費者になる。

### 歴史
1930年に世界恐慌による経済への影響の緩和を狙って制定されたスムート・ホーリー法によって、アメリカの輸入関税率は平均約20%上昇したと推定されている。結果的には外国政府の報復関税を誘発し、世界貿易の落ち込みと世界恐慌の深刻化、第二次世界大戦につながった。この経験からアメリカ合衆国連邦政府の指導者たちは自由貿易の考え方を受け入れ、1995年に世界貿易機関（WTO）を創設した。
2017-2021年のドナルド・トランプ政権1期目に関税が復活した。自国の製造業を活性化させ、自国が不公正と見なす中国の貿易慣行に対抗するためにトランプは関税に目を向けた。後任のジョー・バイデン大統領もその流れを引き継いだ。
2025年2月1日、トランプ大統領はカナダとメキシコからの輸入品に25%、中華人民共和国からの輸入品に10%の追加関税をそれぞれ賦課する大統領令に署名した。
2025年4月2日、トランプ大統領は貿易相手国に対し相互関税を課すと発表し、全ての輸入品に一律10%の基本関税を課した上で、各国の関税や非関税障壁を考慮し、国家・地域別に税率を上乗せするとした。アメリカ合衆国通商代表部（USTR）が公表した関税率の算出方法は、基本的には各国の対米貿易黒字を輸出額で割って半分にしたものである。